# Маркина, Зиновия Семёновна
Зино́вия Семёновна Ма́ркина (14 ноября 1906 или 14 ноября 1904, Колпино, Санкт-Петербургская губерния — 6 марта 1992, Москва) — актриса, кинодраматург, сценарист, общественный деятель.

## Биография
Родилась 14 ноября 1904 года в посаде Колпино Санкт-Петербургской губернии.
Отец — Семён Николаевич Маркин — был родом по отцу из семьи Кондауровых. Служил в армии, позже изучал литейное дело, работал литейщиком, отливал для крейсеров винты и якоря, под конец жизни преподавал технологию металлов в техникуме. Умер в возрасте 54 лет от воспаления лёгких. Мать — Прасковья Георгиевна (Егоровна) Маркина, в девичестве Прокахина (1882—1970) была из бедной семьи рабочих игольной фабрики, кроме неё в семье было ещё три дочери. Несмотря на бедность, все девочки окончили церковно-приходскую школу. Родители Прасковьи умерли рано от силикоза лёгких — профессионального заболевания, которым страдали многие рабочие этой фабрики. Сестры Прокахины остались сиротами и жили очень тяжело. После знакомства и последующего замужества Прасковья переехала жить в дом матери Семёна и взяла на себя ведение хозяйства. В 1904 году у них родилась дочь Зиновия, а в 1910 году Семён с Прасковьей и уже 5-летней дочерью переехали жить в Гельсингфорсс (Хельсинки) в Финляндию, которая тогда входила в состав России. В Гельсингфорссе родители отдали Зиновию в Мариинскую гимназию — школу для девочек. Устроить дочь в гимназию было очень сложно, так как детей рабочих туда не принимали. С 1870 года гимназия размещалась в школьных помещениях купца Никифора Табунова (1803—1868), оставившего значительный след в истории русской образовательной системы в Финляндии.
Через три года семья переехала жить в Воронеж, где в 1913 году у них родилась вторая дочь — Серафима.
Наступил 1917 год, семья Маркиных все ещё проживала в Воронеже и была свидетелем того, как город неоднократно переходил из рук в руки Красной и Белой армии. По воспоминаниям Зиновии, сестры прятались в подпол:

Мне было тогда 13 лет. Я хватала на руки плачущую Симу, прижимала к себе, чтобы крик её не был слышен солдатами, и хоронилась в подвале, в подполе. Так и жили. В один день придут красные, на другой — белые.

В январе 1919 года был завершён разгром войск генерала Краснова в Воронежской губернии, угроза Воронежу, создавшаяся осенью 1918 года, была ликвидирована, и на всей территории губернии установилась Советская власть.
В 1922 году Зиновия поступила на правовое отделение факультета общественных наук одного из ведущих классических университетов России — Воронежского государственного университета (ВГУ), который закончила в 1924 году. Именно тогда она познакомилась с писателем Андреем Платоновым и его окружением, где встретилась со своим будущим мужем Борисом Андреевичем Бобылевым, воронежским поэтом, писателем и журналистом. Борис Бобылев работал в местном издании «Воронежская коммуна», дружил и сотрудничал с Андреем Платоновым, с которым входил в правление воронежского отделения Союза пролетарских писателей. Когда в 1951 году Андрей Платонов умер, Зиновия написала о нём свои воспоминания, которые были опубликованы в «Воронежской коммуне».
В 1922 году Зиновия руководила детским «очагом» губернского отделения профсоюза советских работников. В 1923 году Зиновия начала выступать на сцене «Театра вольных мастеров», существовавшего в Воронеже с октября 1923 года по апрель 1924 года. Считается, что создателем «Театра вольных мастеров» был театральный режиссёр Владимир Люце, который вместе с группой молодых актёров в течение двух лет гастролировал по провинции, пропагандируя новое революционное искусство. Режиссёром воронежского театра являлся Арсений Григорьевич Ридаль. От актёров требовалось владение техникой речи, пластикой, акробатикой. Новаторские тенденции проявлялись и в сценографии «Театра вольных мастеров», с которым, в частности, связаны начальные опыты Вадима Фёдоровича Рындина, будущего народного художника СССР и главного художника Большого театра Союза ССР. В 1918—1924 гг. Вадим Фёдорович проживал в Воронеже и учился в Свободных художественно-технических мастерских. В «Театре вольных мастеров» Рындин оформлял спектакли «Ревизор» Н. В. Гоголя и «Гамлет» Уильяма Шекспира в постановке Арсения Ридаля. Зиновия Маркина, которая ко всему прочему прекрасно рисовала, не только играла на сцене театра, но и работала в художественной мастерской Вадима Фёдоровича Рындина. Однако несмотря на популярность, театр прекратил свою деятельность из-за материальных трудностей.
После закрытия «Театра вольных мастеров» Зиновия приняла непосредственное участие в организации в Воронеже деятельности коллектива «Синяя блуза». Спектакли «Синей блузы» были очень популярны в молодом государстве и представляли собой массовое искусство. Выступления носили агитационный характер и объединяли в своих рядах в качестве участников большое количество талантливых молодых писателей, поэтов, драматургов. Среди них были Василий Лебедев-Кумач, Семён Кирсанов, Николай Адуев, основатель театральной студии Мастерской Фореггера (Мастфор) на Арбате Николай Фореггер, будущий композитор Юрий Милютин, композиторы Семён Гальперин, Матвей Блантер, Братья Покрасс и многие другие. В Воронеже в рамках программ «Синей блузы» неоднократно выступал Владимир Маяковский, приезжал и Юрий Олеша.
В 1925 году Зиновия вышла замуж за Бориса Бобылёва, и в 1927 году у них родилась дочь Ольга. В тот же год молодая семья вместе с матерью Зины Прасковьей Георгиевной и маленькой дочерью переехала в Москву. К этому времени за плечами Зиновии был уже большой опыт театральной и общественной деятельности.
В 1928 году в Москве Зиновия поступила в первую в России и в мире Госкиношколу (техникум), ставшую впоследствии Институтом кинематографии, на факультет кинонатурщиков (актёров). Она училась у режиссёров В. Р. Гардина, Л. В. Кулешова, сценариста О. Л. Леонидова и др. Тогда же она написала сценарий к фильму «Станица дальняя», по которому позже был снят фильм. В 1929 году по рекомендации преподавателей Зиновия перевелась на сценарный факультет, созданный в том же году вместе с кафедрой драматургии. В ходе обучения прошла теоретический курс драматургии кино у основателя факультета кинодраматурга В. К. Туркина, среди её педагогов был также кинодраматург Александр Зархи (автор сценариев к фильмам В. И. Пудовкина). В 1931 году Зиновия с отличием окончила ГИК, став первой выпускницей сценарного факультета и первой в СССР женщиной-кинодраматургом.
Член СП СССР с 26 декабря 1946 года (членский билет № 1235), СК СССР с 1957 года (членский билет № 02877) (входила в Оргкомитет), Литературного фонда СССР с 1941 года (членский билет № 397). Дипломант Международного кинофестиваля по медицине и санитарии в Каннах «За лучший сценарий по теме „Защита материнства и детства“» (1957). Автор более 70 сценариев к художественным, научно-популярным и учебным фильмам.
В 1930 году Зиновия и Борис развелись, однако после смерти второй жены уже в возрасте 68 лет Борис вернулся в семью Зиновии и остаток жизни провёл с дочерью Ольгой.
Жила и работала в Москве и во Внукове — на своей академической даче в посёлке Литфонда «Московский писатель». Во время войны с 1941 года по 1944 год дача Зиновии Маркиной была занята частями Красной армии (РККА).

Были дни во время Великого наступления,- пишет З. С. Маркина в письме заместителю председателя Моссовета Яснову М. А. — когда я вместе с бойцами разбирала террасы, забор, срывала двери и бросала все это под тяжелые машины, которые шли мимо нашего дома, поднимаясь в крутую гору, они буксовали. Паркетные щиты были сняты для занятий по стрельбе".

В 60-е годы на даче у Маркиной гостила советская поэтесса Инна Лиснянская, которая посвятила Зиновии Семёновне стихотворение «Когда была я молодой/Бездомною и полунищей…» о своей жизни во Внуково, стихотворение было опубликовано в журнале «День поэзии».
Наряду с творческой деятельностью З. С. Маркина вела большую общественную работу. Она стояла у истоков создания Профессионального комитета московских драматургов (1932 год). В 1941 году она руководила эвакуацией жен и детей членов Московского комитета драматургов (МКД) в Ташкент. Она же затем занималась и реэвакуацией. Эта работа потребовала огромных моральных и физических сил. Об этом рассказывают благодарственные письма от членов МКД Н. П. Абрамова, В. П. Спешневой, И. В. Бахтерева, А. В. Спешнева, Б. Старшева, Р. Пхора и др., направленные в послевоенные годы в её адрес в правление Московского комитета драматургов. В её архиве также имеется рукописное письмо от американского писателя Джона Стейнбека, который благодарит Зиновию Семёновну за дружескую поддержку и организацию его визита в Москву в 1948 году, а также сообщает о присуждении ему Нобелевской премии (1962). В 1957 году Маркина входила в Оргкомитет Союза кинематографистов СССР, а в 1965 году участвовала в его создании на Учредительном съезде.
З. С. Маркина была человеком широкого кругозора, неиссякаемой энергии, неутомимой труженицей на благо людей. Её хватало и на плодотворную творческую работу, и на серьёзную общественную деятельность. Воплощая общую заветную мечту об объединении творческой интеллигенции под одной крышей, она явилась инициатором и организатором строительства, а также первым председателем ЖСК «Драматург» — кооперативного многоэтажного дома у станции метро «Аэропорт» в Москве.

…В общем, спустя немалое время мы прибыли в Ташкент. Встречала нас Зина Маркина. О, это была женщина-динамит, так я её прозвал. Она организовала отправку первого эшелона с нашими семьями, она помогала устройству всех и теперь. По профессии сценаристка, автор сценария известного фильма «Комсомольск», она легко справлялась с трудностями, обрушившимися на каждого из нас. Впоследствии она прославилась тем, что построила в Москве на улице Усиевича прекрасный многоэтажный дом, там теперь на первом этаже — Литфонд.
— Из воспоминаний о Зиновии и её муже Александре Разумовском Алексея Дмитриевича Симукова в его воспоминаниях
В 1984 году в день 80-летия Зиновию Семёновну поздравили соседи и Правление ЖСК «Драматург»:

Нам — вашим соседям и друзьям по ЖСК «Драматург» — особенно дорого то, что Вы были основательницей и вдохновительницей строительства нашего общего прекрасного дома и по сей день остаетесь его душой… над входом по-праву следовало бы выбить большими буквами Ваше имя.

З. С. Маркина умерла 6 марта 1992 года в Москве в возрасте 87 лет. Похоронена на Новодевичьем кладбище (участок № 2, захоронение № 1-4).

## Творчество
За годы творческой деятельности Зиновия Семёновна Маркина стала автором более 70 сценариев к художественным, научно-популярным и учебным фильмам. Работала со сценаристами М. Витухновским, С. Герасимовым, Л. Кацовичем, А. Тарасовым, Е. Ивановым-Барковым, Л. Резниченко и др.
Все сценарии З. С. Маркиной были написаны по государственным заказам, а потому имели целевое назначение. В 1930 году были написаны сразу две работы «Две матери» и «Станица дальняя». Последняя послужила толчком для перехода Зиновии с актёрского на сценарный факультет ГИКа. В конце 1931 года в соавторстве с Л. Резниченко был написан сценарий к фильму «Большие будни», повествующему о борьбе колхозников с кулаками в горных районах Крыма. В 1935 г. вышел фильм «Последний табор», который сразу приобрёл большую известность и популярность. Перед создателями фильма была поставлена непростая и необычная задача — показать сложный процесс вступления вольных цыган в колхоз. Сюжет отличался динамикой и неожиданными поворотами сюжета. Чтобы тема была представлена достоверно, молодая сценаристка Зина Маркина жила полтора месяца в цыганском таборе, собирая документальный материал о цыганской жизни. В фильме снимались уже тогда известные актёры Михаил Яншин, Ляля Чёрная и немецкий актёр 
Александр Гранах, приехавший в СССР из Германии.
Не меньшую популярность и резонанс имел и следующий фильм. Уже в 1936 году Зиновия Семёновна в составе творческой группы (Михаил Витухновский, Сергей Герасимов) начала работу над новым сценарием, и в 1938 году на экраны кинотеатров вышел знаменитый фильм «Комсомольск», который рассказывал о жизни советской молодежи. Задачей фильма было продемонстрировать, как в нелегком труде крепнут характеры молодых комсомольцев 1930-х годов, закладывающих новый город в далекой тайге. Фильм отличался документальной достоверностью, высоким гражданским пафосом и талантливо представленными характерами героев киноленты.
В 1939 году по сценарию Маркиной выходит лента «Молодые капитаны», повествующая о советских школьниках, мечтающих стать моряками. А 14 сентября 1940 года состоялась уже новая премьера — фильм «Дурсун» в котором молодая колхозница Дурсун в исполнении Нины Алисовой придумала новый способ сборки хлопка, повышающий производительность в четыре раза. Её мужа пастуха Нури сыграл Алты Карлиев. Именно за этот фильм З. С. Маркина была удостоена в 1941 году Сталинской премии второй степени.
Вслед за «Дурсун» вышли фильмы «Отважные друзья» (1941), «Освобождённая земля» (1946) о послевоенном восстановлении колхозниками разрушенного хозяйства Кубани, «Шарф любимой» (1955), «Чья это двойка?» (1957) — короткометражный фильм об ответственности родителей, «Твердый характер» (1959).

…Мама никогда не подходила к работе формально. Каждая картина была пронесена через душу. Мама всегда знакомилась с обстановкой, когда писала. Так, она кочевала с табором, когда писала «Последний табор»; при написании «Комсомольска» жила в палатке; когда был задуман «Дурсун», поехала собирать хлопок, собирала как могла…
— О. Б. Бобылёва. Воспоминания о матери
После 1958 года Зиновия Семёновна работала в научно-популярном кино. Кинолента «Зачем я это сделала?» была отмечена дипломом «За лучший сценарий по теме „Защита материнства и детства“» (получил «Золотую медаль» и «Хрустальный кубок») на Международном кинофестивале по медицине и санитарии, проходившем в Каннах в 1957 году.
«…Экран свидетельствует о том, что свой путь в искусстве Вы начали ярко, звонко и талантливо,
 — говорится в поздравлении Союза кинематографистов СССР З. С. Маркиной с юбилеем в 1984 г. — 
Уже несколько лет вы идете этой дорогой — по-мужски уверенно и по-женски влюбленно, служа кинематографу, как главному делу своей жизни. Кино для автора — искусство не только притягательное и радостное, но и безжалостно-требовательное и порой неблагодарное. Фильмы проносятся по экранам, атакуя зрителей, и исчезают часто в небытии. Но если в благодарной памяти зрителей продолжают много лет жить такие картины, как „Комсомольск“, „Станица дальняя“, „Последний табор“, „Дурсун“ и др., то это высшая похвала автору. В годы Великой Отечественной войны, побывав в районах, освобожденных от врага, Вы создали сценарий кинокартины „Освобожденная земля“, также приобретшей заслуженную известность. Мы ценим Вашу помощь в становлении кинематографии Туркмении и Узбекистана. Особый поклон Вам и благодарность за неутомимую общественную деятельность».

## Образование
- 1922—1924 — Воронежский государственный университет (ВГУ), факультет общественных наук, правовое отделение
- 1928—1931 — Государственный институт кинематографии (ГИК), сценарный факультет

## Семья, личная жизнь
- Первый муж — Борис Андреевич Бобылёв (1903, Воронеж — 1989, Москва), воронежский поэт, писатель, журналист.
  - Дочь — Ольга Борисовна Бобылёва (1927, Воронеж — 1996, Москва), кинодраматург, сценарист.
- Второй муж — Александр Яковлевич Котошев, в конце 20-х годов был заместителем Директора единой государственная Ялтинской кинофабрики; администратор фильма «Броненосец „Потёмкин“», (1925); в 1941—1944 возглавлял «Воентехфильм», директор фильма «Сегодня увольнения не будет» (Реж. А. Тарковский, А. Гордон) (1958).
- Третий муж — Александр Владимирович Разумовский (1907, Петербург — 1980, Ленинград), сценарист, режиссёр.

## Награды
- 1946 — Медаль «За доблестный труд в Великой Отечественной войне 1941—1945 гг.»
- 1948 — медаль «В память 800-летия Москвы»
- 1970 — медаль «За доблестный труд. В ознаменование 100-летия со дня рождения Владимира Ильича Ленина»
- 1981 — медаль «Ветеран труда»

## Фильмография

### Художественные фильмы
- 1930 — Станица Дальняя
- 1932 — Две матери (в соавторстве)
- 1931—1932 — Большие будни (совм. с Л. Резниченко, по собств. либретто)
- 1935 — Последний табор (совм. с М. Витухновским)
- 1938 — Комсомольск (совм. с М. Витухновским, С. Герасимовым)
- 1939 — Молодые капитаны (совм. с М. Витухновским)
- 1940 — Дурсун (совм. с М. Витухновским, реж. Е. Иванов-Барков)
- 1941 — Отважные друзья (совм. с Л. Кацовичем)
- 1946 — Освобождённая земля (совм. с А. Тарасовым), Свердловская к/с
- 1955 — Шарф любимой (совм. с Е. Ивановым-Барковым)
- 1957 — Чья это двойка? (короткометражный)
- 1959 — Твердый характер (короткометражный)

### Научно-популярные фильмы (указаны некоторые)
- 1957 — Зачем я это сделала? («Золотая медаль» и «Хрустальный кубок» Международного кинофестиваля, Канны 1957 г.)
- Расстроенная юность
- Случайная встреча
- Опасный путь
- Пощадите себя